# Galera (Spagna)
Galera è un comune spagnolo di 1 284 abitanti situato nella provincia di Granada.

## Storia

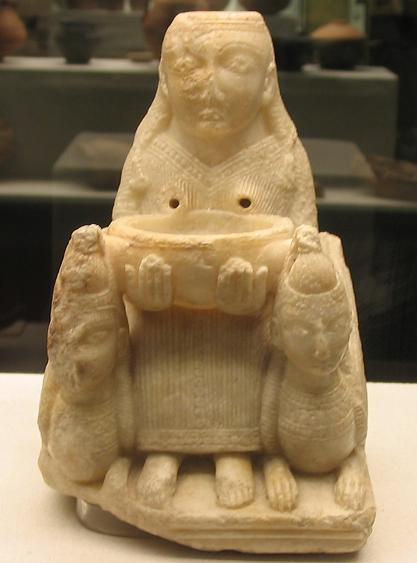
La Dama di Galera, ora conservata presso il Museo archeologico nazionale di Spagna di Madrid.

La città sorge nei pressi della antica città iberica di Tútugi; sul Cerro del Real è stata scoperta la necropoli della città antica. Tra i ritrovamenti più interessanti vi è la Dama di Galera.
Durante la rivolta dei Moriscos, iniziata nel 1568, Galera era divenuta una fortezza dei ribelli e la sua popolazione parteggiava per essi. Nel 1570 Galera fu assediata dalle truppe di don Giovanni d'Austria, che dopo un sanguinoso assedio condusse personalmente l'assalto alla città, casa per casa. Al termine, la popolazione rimasta viva fu venduta in stato di schiavitù e don Giovanni fece cospargere di sale i campi, per impedirne la rinascita.